# دور مداري

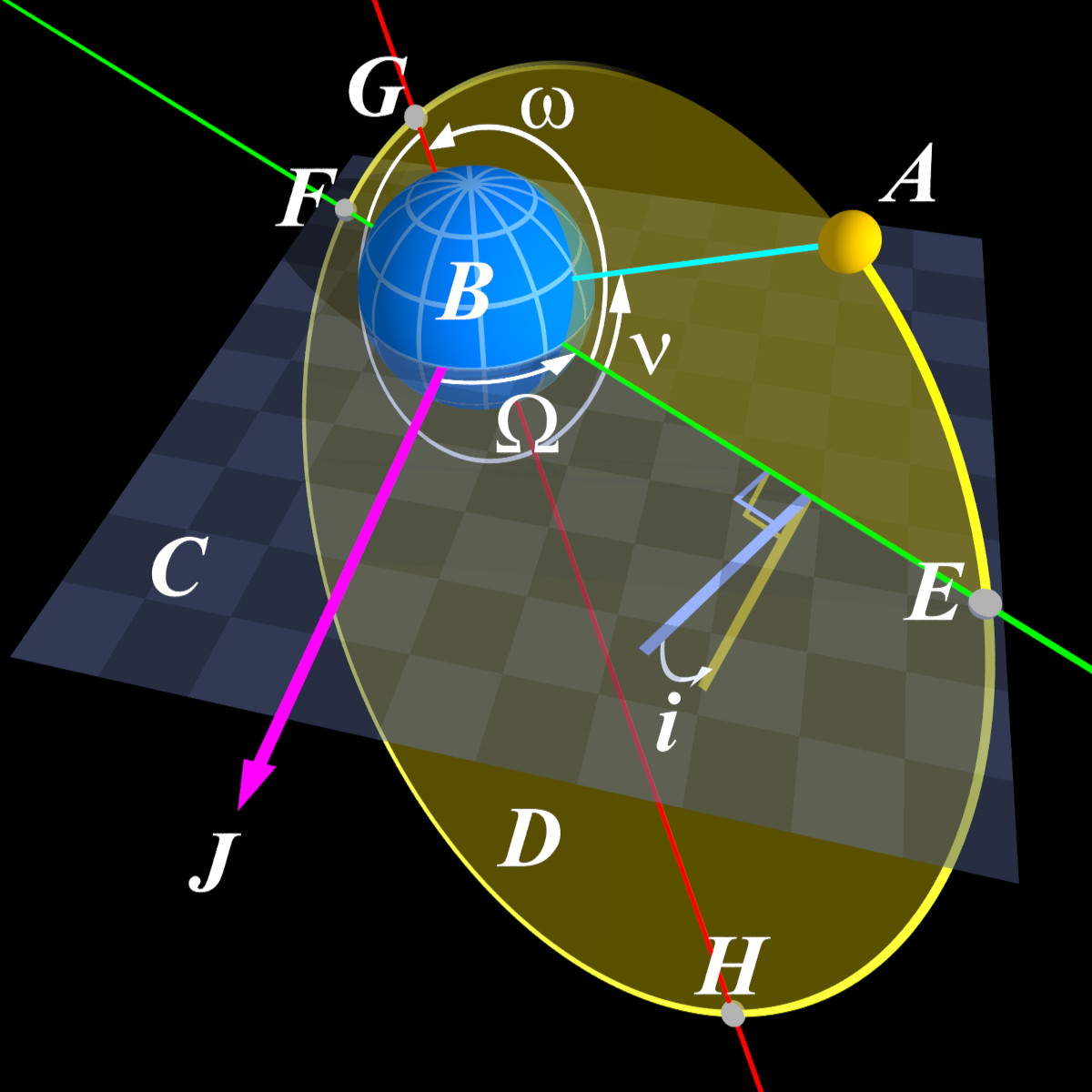

الدور المداري أو الفترة المدارية هو الزمن المستغرق لدوران جرم فلكي في مداره حول جرم آخر لدورة كاملة، وفي علم الفلك ينطبق هذا على الكواكب أو الكويكبات والمذنبات التي تدور حول الشمس، والأقمار التي تدور حول الكواكب، والكواكب الخارجية التي تدور حول نجوم أخرى، أو النجوم الثنائية. وتسمي هذه الفترة بالنسبة للأجرام السماوية بالفترة الفلكية. وتسمى فترة الأرض المدراية بالسنة وفي التقويم اليوليوسي السنة وحدة زمنية؛ تساوي 365.25 يوما.

## الفترات المدارية للمذنبات
الفترات المدارية للمذنبات طويلة تمتد لمئات السنين. وقد تستغرق مذنبات الفترة القصيرة التي تسافر في مدارات قريبة ما يصل إلى 200 سنة لإكمال رحلة حول الشمس. والمذنبات من نوع مذنب هالي وهي مذنبات لها فترة مدارية ما بين 20 و 200 سنة.ومذنبات من نوع مذنب هيل-بوب له فترات مدارية طويلة للغاية. وبعض المذنبات قد لا تعود أبدا. ويمكن أن تتغير الفترات المدارية للمذنبات. الفترة المدارية لمذنب هيل-بوب تغيرت من 4,206 سنة إلى 2,380 سنة عندما غيرت جاذبية كوكب المشتري مدار المذنب أثناء أقترابة النسبي من الكوكب.

## قانون كبلر
يشرح قانون كبلر الثالث كيفية حساب الفترة بالنسبة لجسم يدور في مدار. حيث ينص القانون على أن:
مربع الفترة المدارية لكوكب يتناسب مع مكعب نصف المحور الرئيسي لمداره."
وهذا يشرح العلاقة بين مسافة الكواكب من الشمس وفتراتها المدارية.
أو بصيغة رياضية:
{\displaystyle T^{2}\propto a^{3}}
حيث T هو الفترة المدارية و a هو نصف المحور الرئيسي. من هنا التعبير {\displaystyle {\frac {T^{2}}{a^{3}}}} متساوية لكل كوكب يدور في المجموعة الشمسية حيث يقاس T بالسنوات الارضية و a بالوحدات الفلكية، قيمة هذا التعبير هي 1 لكل كوكب يدر في المجموعة الشمسية.
في حركة دائرية التسارع الزاوي (باتجاه المركز) متناسبة مع {\displaystyle \ r\cdot \mathrm {T} ^{-2}} حيث r هونصف القطر إذا طبقنا القانون الثالث على الحركة الدائرية وهي حالة خاصة من الحركة الاهليجية من الممكن ان نستخلص ان تسارع الجسم يتناسب مع {\displaystyle \ r\cdot r^{-3}=r^{-2}}، ما يعزز قانون نيوتن للجاذبية، الذي حسبه قوة الجذب بين كل جسمين مساوية لـ {\displaystyle \ {\frac {GMm}{r^{2}}}}
المعادلة العامة المتعلقة بالنسبة المعطاة والتي لم يكن كبلر يعرفها: {\displaystyle \ T^{2}={\frac {4\pi ^{2}}{GM}}\cdot a^{3}}.
عندما نتكلم عن جسمين اثنين وكتلة احدهما لا يمكن تجاهلها امام كتلة الثاني يجب ان ناخذ بعين الاعتبار حركة الاجسام حول مركز الثقل، وليس احدهما حول الآخر كما في انظمة مثل النظام الشمسي. في هذا الوضع (كما في انظمة ثنائية النجوم)، المعادلة الكاملة هي:
{\displaystyle \left({\frac {T}{2\pi }}\right)^{2}={a^{3} \over G(M+m)}}